# Ibrahim Muhammad Mustafa
Ibrahim Muhammad Mustafa (arab. إبراهيم محمد مصطفى) – egipski zapaśnik walczący w stylu wolnym. Srebrny medalista igrzysk śródziemnomorskich w 1963 roku.